# بوليبيوس
بُولِيبِيُوس (باليونانية: Πολύβιος پُولِيبْيُوسْ) مؤرخ وسياسي يوناني، ولد حوالي عام 200 ق.م. بمدينة ميغالوبولي بأركاديا (اليونان) وتوفي بها عام 120 ق.م. وهو يعدّ أكبر مؤرخي اليونان في عصره. وهو صاحب كتاب التاريخ العامّ للجمهورية الرومانية، يذكر فيه تاريخ روما منذ غزو الغاليين (القرن الرابع ق.م.) إلى غزو قرطاج وكورنث ونومنسيا، وهو يعدّ مرجعًا نفيسًا لدراسة تاريخ الحروب البونيقية.
اصل النظرية اناسيكلوسيس (أو الدوارانية) يرجع إلى بوليبيوس، وقد استخدمها وطورها أفلاطون وبعده ارسطوطاليس.

## الروابط الخارجية
- بوليبيوس على موقع الموسوعة البريطانية (الإنجليزية)
- بوليبيوس على موقع إن إن دي بي (الإنجليزية)
- " الكتب 1-5 من التاريخ. قصة إثيوبية الكتاب 8 : من رحيل ماركوس المعظم" يتضمن الفصل الرابع من "تواريخ"، رقمية من مكتبة الرقمية العالمية